# Restrepia teaguei
Restrepia teaguei é uma espécie de orquídea (Orchidaceae) originária dos Andes.